# Rotraud Tönnies
Rotraud Tönnies (* 5. Mai 1933 in Olvenstedt; † 4. November 2017) war eine deutsche Heimatforscherin und Veterinärin.

## Leben
Sie wuchs in ihrem Geburtsort Olvenstedt auf und ging dort zur Schule. Im Jahr 1951 legte sie ihr Abitur an der Berthold-Otto-Schule im nahe gelegenen Magdeburg ab. Sie studierte dann von 1952 bis 1959 Veterinärmedizin an der Universität Leipzig. Tönnies promovierte und war bis 1990 forschend am Institut für Fleischwirtschaft in Magdeburg tätig. Es schloss sich eine Tätigkeit als Tierärztin an.
Sie gehörte 25 Jahre dem Olvenstedter Gemeinderat an und widmete sich der Erforschung der Heimatgeschichte des 1979 nach Magdeburg eingemeindeten Ortes Olvenstedt. Sie bearbeitete eine Chronik des Orts und veröffentlichte zum Thema. Darüber hinaus widmete sie sich der Pflege der lokalen Mundart. Wichtiges Thema ihrer Arbeit war der Erhalt der Olvenstedter Sankt-Laurentius-Kirche und die Bewahrung denkmalgeschützter Gebäude.
Tönnies gehörte dem Vorstand der Bürgerinitiative Olvenstedt und des Scheunenvereins Kulturscheune e.V. an und wirkte für den Aufbau des Stadtteiltreffs Lebensmitte(l) in Olvenstedt. Außerdem setzte sie sich für ein neues Bürgerhaus für den Ort ein.

## Auszeichnungen
Am 9. Mai 2003 durfte sie sich in Würdigung ihrer Verdienste in das Goldene Buch der Stadt Magdeburg eintragen. Außerdem erhielt sie für ihren Einsatz im Zuge der Ottonen-Ausstellung 2001 die Ehrennadel des Ministerpräsidenten in Silber.

## Werke
- Die Produktion von Exportdosenschinken und -schultern unter Berücksichtigung der Gelatineauswahl und der Durchführung einer Exportprüfung, Leipzig, 1968
- Die Produktion von Exportdosenschinken und -schultern, Magdeburg, 1971
- Olvenstedt in alten Ansichten, Europäische Bibliothek Zaltbommel Niederlande 2003, ISBN 90 288 6716 3